# Ronde van Frankrijk 2019/Vijftiende etappe
De vijftiende etappe van de Ronde van Frankrijk 2019 werd verreden op 21 juli in een etappe over 185 kilometer tussen Limoux en Foix. De laatste bergetappe in de Pyreneeën was een rit met 4700 hoogtemeters. Zo moesten de renners over de Port de Lers, de Mur de Péguère en Prat d'Albis.
| Limoux – Foix (185 km) |                    |                  |          |
| Plaats                 | Naam               | Ploeg            | Tijd     |
| 1                      | Simon Yates        | Mitchelton-Scott | 4u47'05" |
| 2                      | Thibaut Pinot      | Groupama-FDJ     | + 33"    |
| 3                      | Mikel Landa        | Movistar Team    | z.t.     |
| 4                      | Emanuel Buchmann   | BORA-hansgrohe   | + 51"    |
| 5                      | Egan Bernal        | Team INEOS       | z.t.     |
| 6                      | Lennard Kämna      | Team Sunweb      | + 1'03"  |
| 7                      | Geraint Thomas     | Team INEOS       | + 1'22"  |
| 8                      | Steven Kruijswijk  | Team Jumbo-Visma | z.t.     |
| 9                      | Alejandro Valverde | Movistar Team    | z.t.     |
| 10                     | Richie Porte       | Trek-Segafredo   | + 1'30"  |
|                        |                    |                  |          |
| 22                     | Xandro Meurisse    | Wanty-Gobert     | + 3'45"  |

| Algemeen klassement |                    |                       |           |
| Plaats              | Naam               | Ploeg                 | Tijd      |
| 1                   | Julian Alaphilippe | Deceuninck–Quick-Step | 61u00'22" |
| 2                   | Geraint Thomas     | Team INEOS            | + 1'35"   |
| 3                   | Steven Kruijswijk  | Team Jumbo-Visma      | + 1'47"   |
| 4                   | Thibaut Pinot      | Groupama-FDJ          | + 1'50"   |
| 5                   | Egan Bernal        | Team INEOS            | + 2'02"   |
| 6                   | Emanuel Buchmann   | BORA-hansgrohe        | + 2'14"   |
| 7                   | Mikel Landa        | Movistar Team         | + 4'54"   |
| 8                   | Alejandro Valverde | Movistar Team         | + 5'00"   |
| 9                   | Jakob Fuglsang     | Astana Pro Team       | + 5'27"   |
| 10                  | Rigoberto Urán     | EF Education First    | + 5'33"   |
|                     |                    |                       |           |
| 20                  | Xandro Meurisse    | Wanty-Gobert          | + 30'14"  |

1e etappe ·
2e etappe ·
3e etappe ·
4e etappe ·
5e etappe ·
6e etappe ·
7e etappe ·
8e etappe ·
9e etappe ·
10e etappe ·
11e etappe ·
12e etappe ·
13e etappe ·
14e etappe ·
15e etappe ·
16e etappe ·
17e etappe ·
18e etappe ·
19e etappe ·
20e etappe ·
21e etappe
Startlijst · Eindstanden · Afbeeldingen